# Pfeileranzug

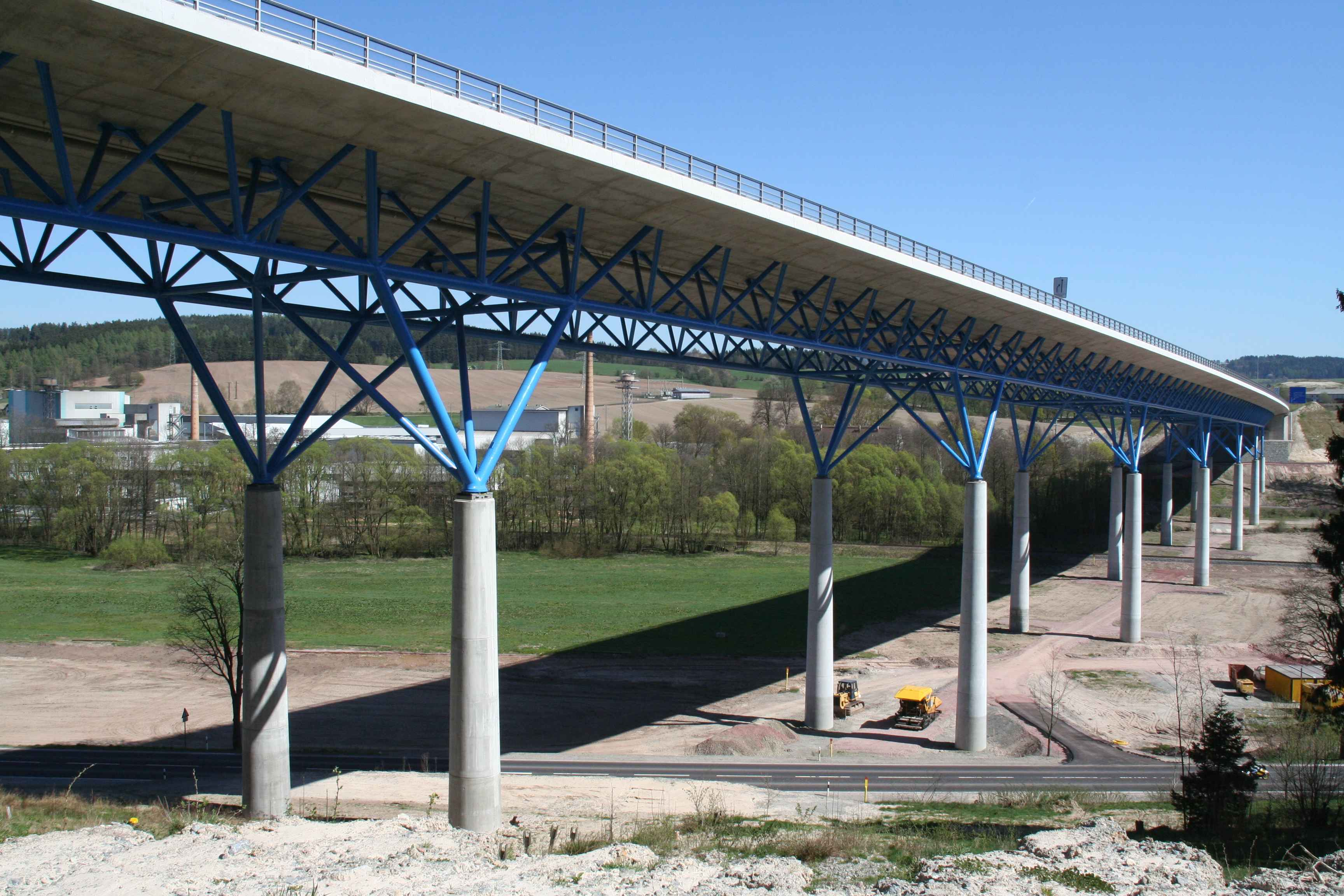
Rundstützen der Talbrücke St. Kilian mit einem Pfeileranzug von 50:1

Ein Pfeileranzug ist die Verringerung der Abmessungen eines Pfeilerquerschnittes zwischen Fundament und Pfeilerkopf. Die Verringerung ist meist als Abweichung der aufsteigenden Pfeilerkanten von der Lotrechten definiert. Beispielsweise bedeutet 50:1, dass auf 50 Meter Höhe die horizontale Abweichung von der Lotrechten einen Meter beträgt.